# Golden Hits of The 5.6.7.8's
Golden Hits of The 5.6.7.8's è la prima raccolta del gruppo rock giapponese The 5.6.7.8's, pubblicato nel 2004.

## Tracce

### Lato A
1. Horror Rocker
2. Isstusho Ni Itai
3. Boom Boom Girl
4. Kiteyo Ramones
5. Soratobu Joe Joe

### Lato B
1. Jet Coaster
2. Nijiiro No Kyouryou
3. Peter Gun
4. I Wanna Be Your Girl Friend
5. We Got The beat - Shakin' all Over